# Cotiujenii Mici, Sîngerei
Cotiujenii Mici este satul de reședință al comunei cu același nume  din raionul Sîngerei, Republica Moldova.